# Ave Satana

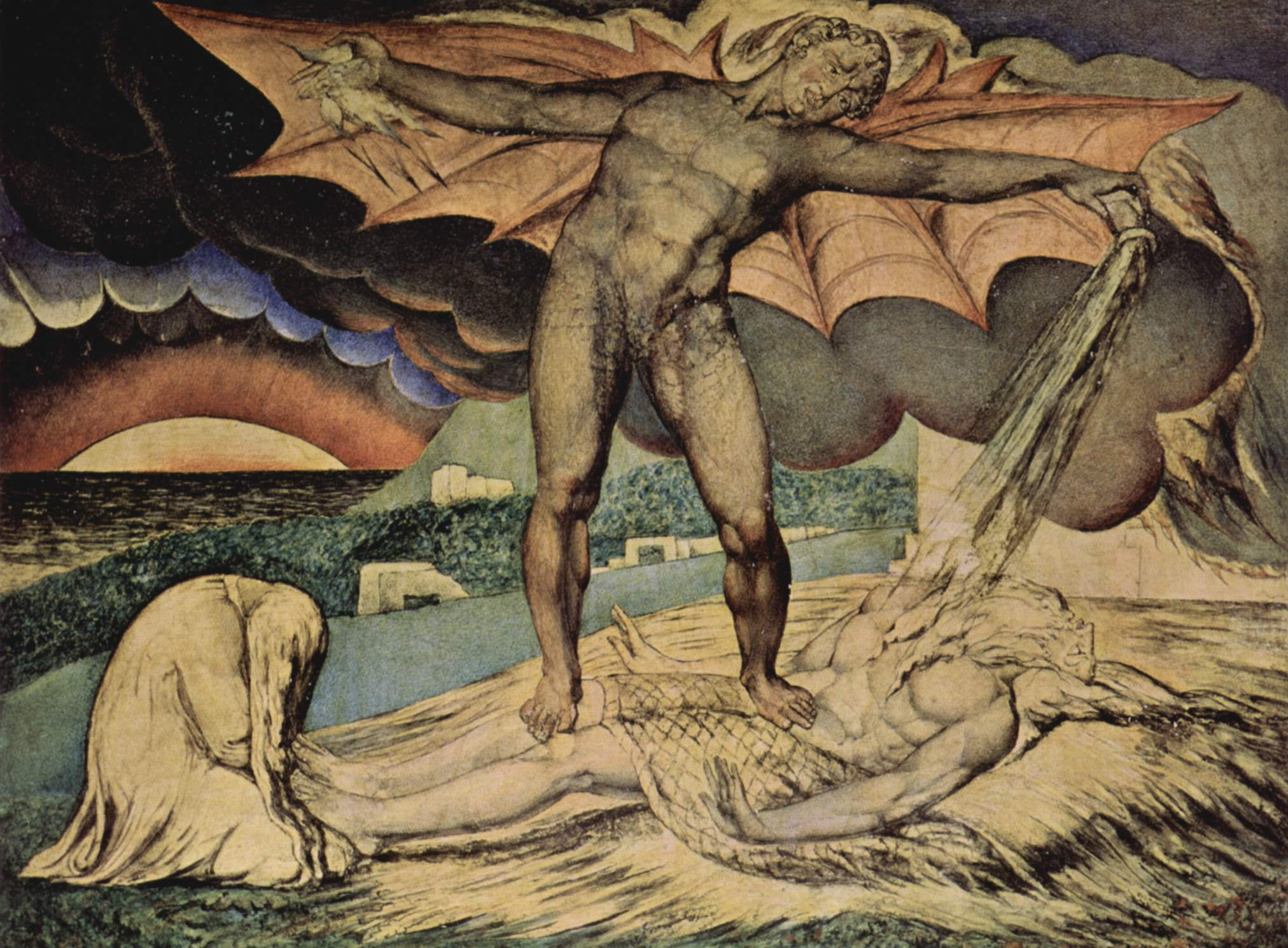
L'esaminazione di Giobbe: Satana riversa sulle piaghe di Giobbe.
Dipinto di William Blake, 1826–1827, Tate Gallery

Ave Satana (in latino Ave Satanas; in inglese Hail Satan) è un'espressione usata da alcuni satanisti per mostrare la loro adorazione verso Satana, ma è stata usata anche nella commedia o nella satira. I credenti del backmasking credono di poter ascoltare la frase e altri messaggi a Satana in alcune canzoni suonate al contrario, come Walk This Way del gruppo musicale hard rock Aerosmith. La variante Ave Satani, sebbene sia grammaticalmente errata, è talvolta usata, probabilmente originata dall'omonimo brano di Jerry Goldsmith nella sua colonna sonora del film Il presagio (1976), diretto da Richard Donner.
Alcuni seguaci del paganesimo tradizionale (come il musicista Gaahl) sono conosciuti per aver usato la frase per deridere i cristiani o il cristianesimo, accostando Satana al dio pagano della fertilità, Freyr .

## Storia
La frase Ave Satana è documentata già nel 1808, nel poema Il monaco di Cambray, pronunciata da un monaco malvagio che fa un patto col diavolo per avanzare nei ranghi della Chiesa cattolica (e infine diventare Papa).
La versione latina Ave Satanas (anche nella variante Ave Sathanas), appare spesso nella letteratura almeno dal 1800, in particolare nel popolare romanzo faustiano del 1895 The Sorrows of Satan, in un dramma del 1862 Festa di San Clemente (in riferimento alle imprese sataniche che dovrebbero svolgersi a mezzanotte in un distretto di Parigi) e nel romanzo del 1967 Rosemary's Baby di Ira Levin e nell'adattamento cinematografico del 1968, dove viene pronunciata la frase dai satanisti, ed è apparsa anche in altri film e in serie cinematografiche, la frase divenne parte dell'immaginario collettivo riguardo ai satanisti. Alcuni attori cinematografici erano riluttanti a pronunciare Hail Satan, e soprattutto   alcuni che hanno ritenuto di aver subito in seguito eventi di vita negativi, come il divorzio. 
Inoltre, la frase divenne un comune saluto e termine rituale nella Chiesa di Satana (fondata nel 1966), sia nella sua forma inglese, Hail Satan, sia nella versione latina Ave Satanas, spesso preceduto dal termine Rege Satanas ("Regno, Satana"), che può essere ascoltato nel video di un matrimonio della Chiesa di Satana ampiamente pubblicizzato eseguito da Anton LaVey il 1 febbraio 1967). La frase Rege Satanas, Ave Satanas, Ave Satana!, presente, ad esempio, infine nella Bibbia di Satana, e nell'album del gruppo rock Coven,  Witchcraft Destroys Minds & Reaps Souls. L'utilizzo dell'espressione Hail Satan dei Coven (così come il loro uso del gesto delle corna e delle croci rovesciate sullo stesso album) fu la prima volta che la frase fu utilizzata nella musica rock. La frase è usata in alcune versioni della messe nere, dove spesso accompagna la frase Shemhamphorasch e viene detta alla fine di ogni preghiera. Questo rito è stato eseguito dalla Chiesa di Satana, e appare nel documentario Satanis nel 1969. Alcuni occultisti lo accompagnano con allusioni ad altre divinità o figure che riveriscono. I rituali che coinvolgono la frase tendono ad essere più facilmenti compiuti durante la notte di Halloween.
Ave Satani, brano musicale appartenente alla colonna sonora de Il presagio, composta da Jerry Goldsmith, che gli è valso un Premio Oscar, ha un titolo che significa Ave Satana in latino, in opposizione a Ave Christi.  (La canzone contiene altre frasi latine come "Ave contro Christi", che significa "Salve anticristo" e "Corpus Satani", un'alterazone di Corpus Christi, il corpo di Cristo). La canzone è stata definita "hair-rising" ed è stata riproposta dai Fantômas e i Gregorian. La musica è utilizzata anche in ritratti comici di personaggi "sinistri" delle serie tv, ad esempio nell'episodio "Woodland Critter Christmas" di South Park, nel quale compaiono delle creature del bosco che adorano il diavolo, in sottofondo quando gli animali usano i loro poteri demoniaci; anche i commercial bumpers dell'episodio che coinvolgono uno scoiattolo che dice Ave Satana!. Il canto è anche parodiato nell'episodio "Damien", in cui Damien è accompagnato dal canto Rectus Dominus Cheesy Poofs.
Nel 1985, la frase divenne famosa negli Stati Uniti quando il serial killer Richard Ramirez, noto come "Night Stalker", gridò Ave Satana!, mentre veniva condotto in aula, mentre alzava la mano con un pentacolo disegnato sopra. I familiari negarono che Ramirez abbia detto questa frase, credendo di aver detto "Vedremo", ma "Ave Maria" era stata considerata dai giornalisti più di vent'anni dopo come frase caratteristica di Ramirez. Ramirez fu privato del suo equo processo e trattenuto alle gambe dalle catene e la stessa Corte suprema della California ha messo in evidenza l'uso di "Ave Maria" da parte di Ramirez per sostenere la conclusione che il tribunale non abusi della sua discrezione nel richiedere a Ramirez di essere stato trattenuto fisicamente durante il processo.
La frase viene anche adoperata come parodia dell'evangelismo, come nel caso del programma Mr. Show with Bob and David, i quali disegnano "Hail Satan Network" che include personaggi che sono televangelisti satanici, e ne I Simpson, nel quale Bart Simpson viene punito per aver pronunciato la frase, per porre fine al Pledge of Allegiance nell'episodio "Burns' Heir".